# Philippe Loiseau
Philippe Loiseau (Chartres, 24 novembre 1957) è un politico francese, esponente del Fronte Nazionale ed europarlamentare dal 2014 al 2019.
Nel dicembre 2015 si è candidato alle elezioni regionali nel Centro-Valle della Loira, ottenendo il 30,5% dei voti al primo turno e il 30,00 al secondo. Resta consigliere regionale fino al giugno 2021.